# Elmore City
Elmore City és un poble dels Estats Units a l'estat d'Oklahoma. Segons el cens del 2000 tenia 756 habitants.

## Demografia
Segons el cens del 2000, Elmore City tenia 756 habitants, 328 habitatges, i 205 famílies. La densitat de població era de 648,7 habitants per km².
Dels 328 habitatges en un 29,6% hi vivien nens de menys de 18 anys, en un 47,9% hi vivien parelles casades, en un 9,5% dones solteres, i en un 37,5% no eren unitats familiars. En el 34,5% dels habitatges hi vivien persones soles el 20,4% de les quals corresponia a persones de 65 anys o més que vivien soles. El nombre mitjà de persones vivint en cada habitatge era de 2,3 i el nombre mitjà de persones que vivien en cada família era de 2,97.
Per edats la població es repartia de la següent manera: un 25,3% tenia menys de 18 anys, un 8,9% entre 18 i 24, un 25,4% entre 25 i 44, un 20,4% de 45 a 60 i un 20,1% 65 anys o més.
L'edat mediana era de 37 anys. Per cada 100 dones de 18 o més anys hi havia 84,6 homes.
La renda mediana per habitatge era de 23.810 $ i la renda mediana per família de 25.000 $. Els homes tenien una renda mediana de 22.083 $ mentre que les dones 17.159 $. La renda per capita de la població era de 12.486 $. Entorn del 13,8% de les famílies i el 14,7% de la població estaven per davall del llindar de pobresa.

## Poblacions més properes
El següent diagrama mostra les poblacions més properes.